# Kohl

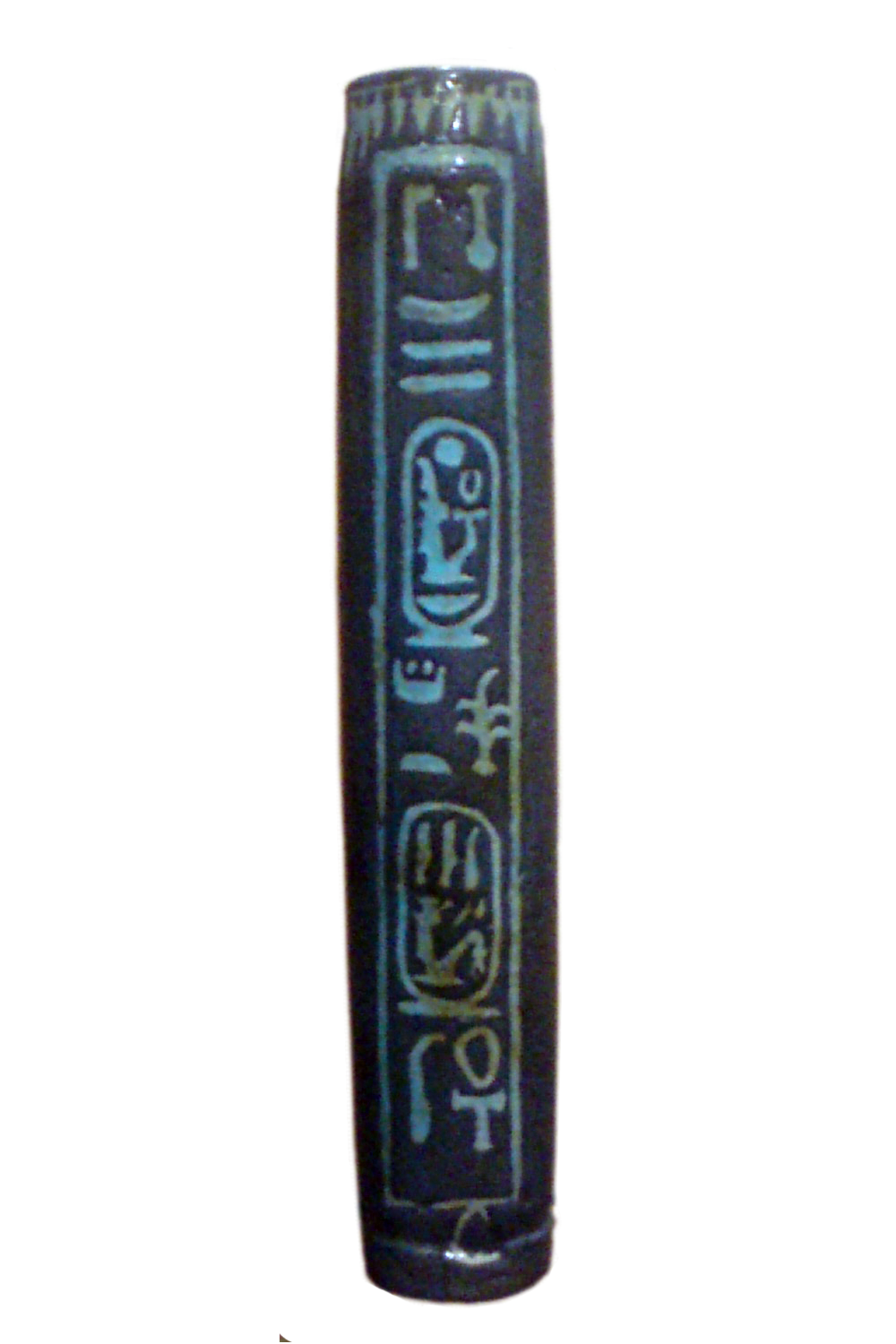
Tubo de kohl cosmético con los cartuchos de Amenhotep III y la reina Tiye.

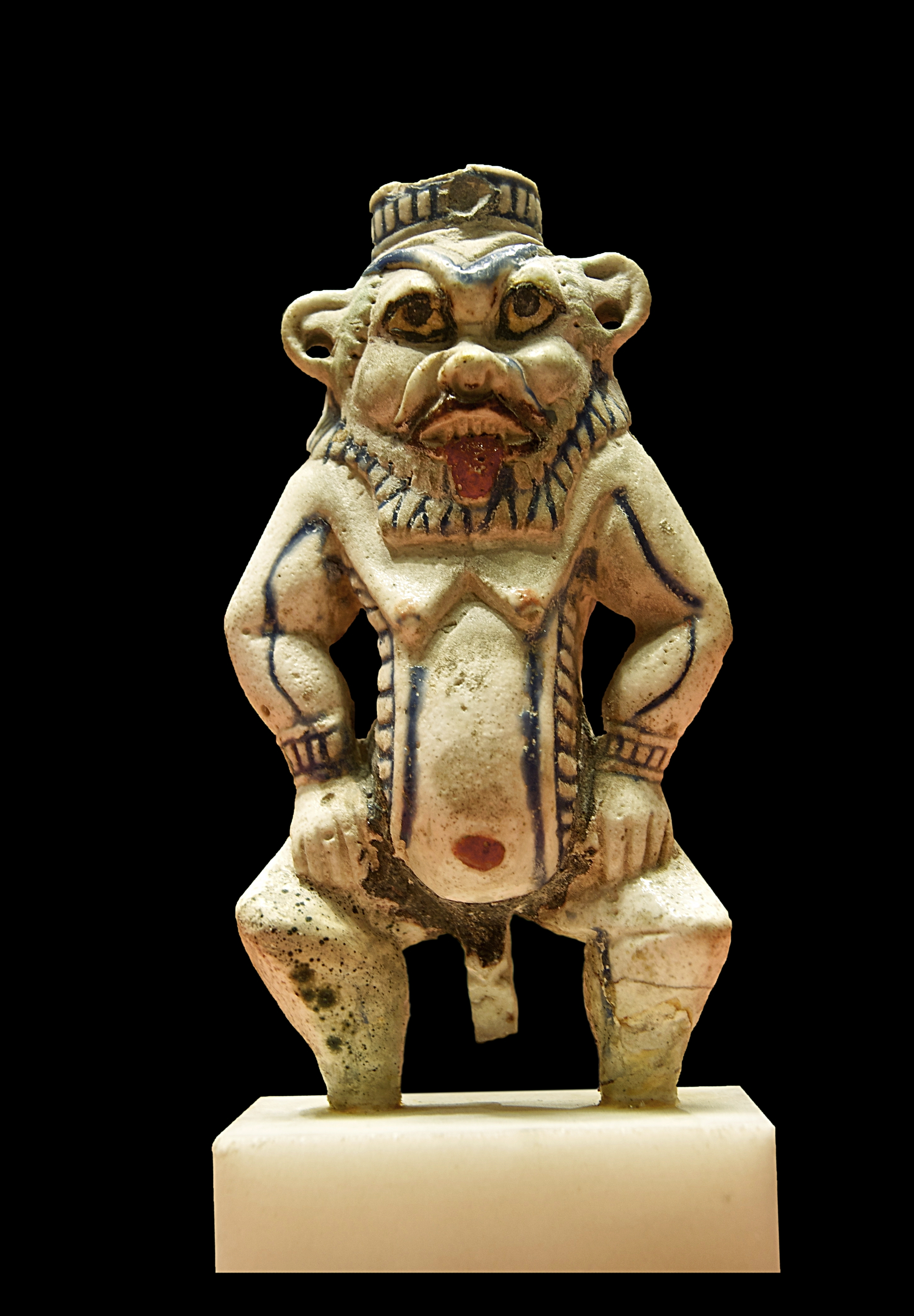
Tarro de kohl en fayenza representando al dios Bes (dinastía XVIII de Egipto).

El kohl es un cosmético a base de galena molida y otros ingredientes, usado principalmente por las mujeres de Oriente Medio, Norte de África, África subsahariana y Sur de Asia, y en menor medida por los hombres, para oscurecer los párpados y como máscara de ojos. Puede ser negro o gris, dependiendo de las mezclas utilizadas. 
La palabra es de origen árabe y tiene el mismo étimo que alcohol.
El kohl se ha usado tradicionalmente desde la Edad de Bronce (desde 3500 a. C.), en un principio como protección contra las dolencias de los ojos. Además, al oscurecer los párpados se protegían los ojos de la luz del sol. Las madres aplicaban kohl en los ojos de sus hijos recién nacidos "para fortalecerlos". Algunas creían que protegía del mal de ojo.
En el Antiguo Egipto se utilizaba como maquillaje y por sus propiedades bactericidas. Los tarros donde se conservaba se han encontrado como ajuar funerario en sus tumbas. Durante la dinastía XVIII era frecuente decorarlos con la representación del dios protector del hogar, Bes. [cita requerida]

## Antropología

### Norte de África
Esta pintura de ojos (más tarde llamada Kohl por los árabes) era extensamente aplicada por los pobladores del Antiguo Egipto. El párpado superior se pintaba de negro y, el inferior, de verde, como se demuestra en los antiguos textos que describen tanto el uso de galena como de malaquita para la elaboración del Kohl.
Las mujeres bereberes y beduinas del Norte de África y Oriente Medio, también se aplicaban Kohl en el rostro, trazando una línea vertical desde el labio inferior hasta la barbilla y por el puente de la nariz.

### Cuerno de África
El uso del Kohl en el cuerno de África se remonta al antiguo Reino de Punt. Las mujeres etíopes y somalíes se aplican kohl con fines cosméticos, para limpiar y proteger los ojos de los efectos del sol, así como para protegerse de los malos espíritus.

### África Occidental
El kohl se aplica también en algunas zonas de África Occidental, por los fulani, el pueblo hausa, los tuaregs, wólof, mandinga, soninké, dagomba, kanuri... y otros habitantes de mayoría musulmana de la región del Sahel y algunas regiones del Sahara. El kohl se usa por ambos sexos, y por personas de todas las edades, sobre todo en las bodas, las fiestas islámicas (Eid al-Fitr y Eid al-Adha) y viajes a la mezquita para la oración semanal congregacional Yumu'ah (azalá del viernes).
Las mujeres se aplican el kohl o henna negra en la cara, de una forma similar a las mujeres bereberes y beduinas del Norte de África.

### Sur de Asia
El kohl es conocido por varios nombres en el sur de Asia. Es conocido con el nombre de: surma o sirma en panyabí y urdu, kajal en indostaní, Kanmashi en malayalam, kaadige en kannada, kaatuka en telugu y kan-mai en tamil. En la India es usado por las mujeres como delineador de ojos. Incluso ahora, en el sur de la India, especialmente en Karnataka, las mujeres de la casa preparan el kajal. Este kajal casero se usa incluso para los niños. La tradición local considera que es una muy buena refrigeración para los ojos y que los protege de los efectos nocivos del sol.
En la cultura punjabí, el kohl es un tinte ceremonial tradicional. Los hombres del Punjab se lo ponen alrededor de los ojos en ocasiones sociales o religiosas especiales. Este es aplicado generalmente por la cuñada o la madre del hombre en cuestión. 
Algunas mujeres también se ponen un punto de kohl en el lado izquierda de la frente o en la línea de flotación de los ojos. También se lo ponen a los niños para protegerlos de los espíritus malignos.
En los siglos de las viejas danzas bharatnatayam indias, los bailarines se aplicaban pesadas capas de kohl en los ojos con el fin de atraer la atención hacia sus gestos y movimientos oculares.

## Problemas de salud

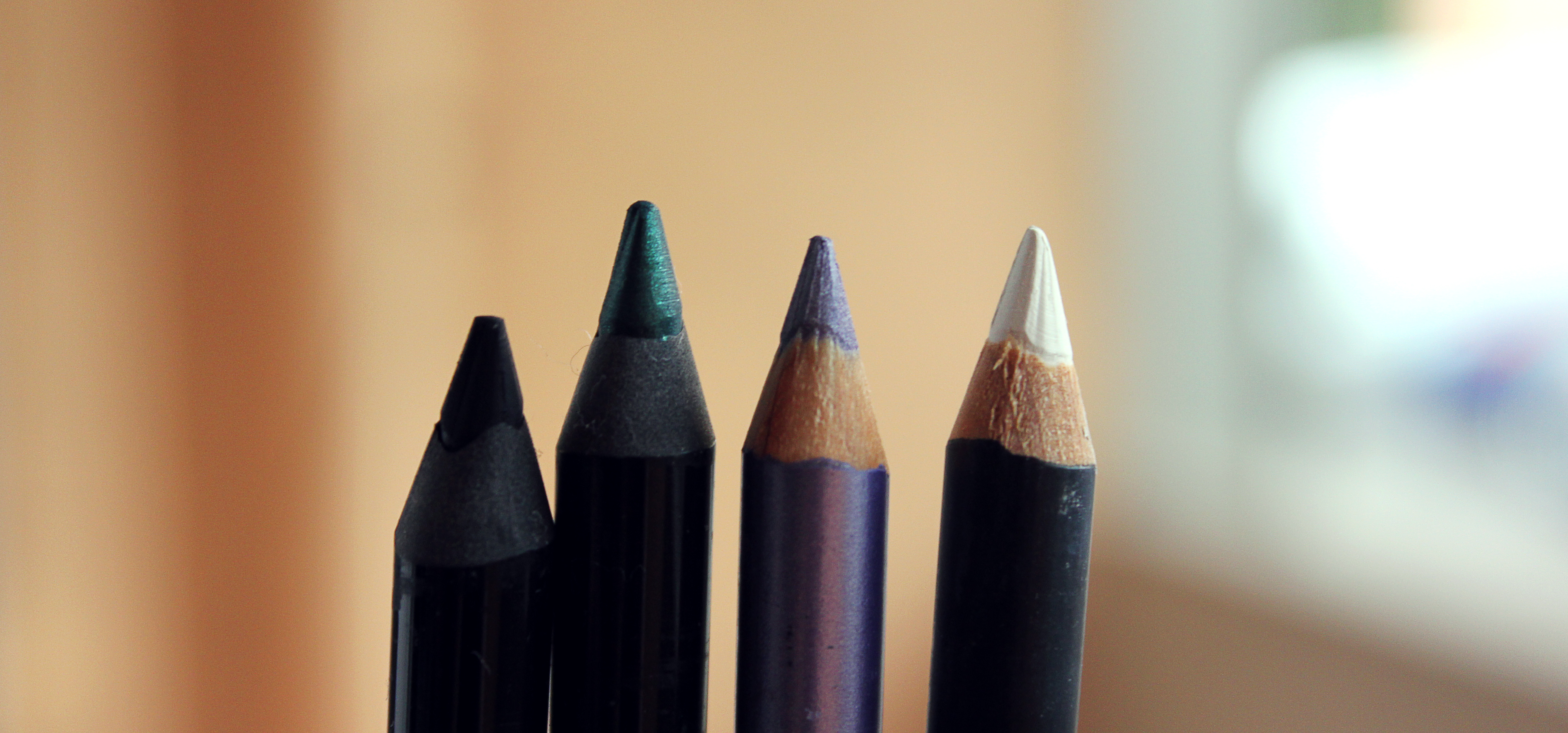
Lápices de kohl.

El contenido del kohl y las recetas para prepararlo varían mucho. En el Norte de África y Oriente Medio, el kohl casero a menudo se hace moliendo galena (sulfuro de plomo). En el oeste, los fabricantes usan carbono amorfo o carbón orgánico en lugar de plomo. Los aceites vegetales y el hollín de varios frutos secos, semillas, resinas y gomas, a menudo se agrega polvo de carbón. Desafortunadamente, los productos de buena reputación son considerados de calidad inferior a las variedades tradicionales y, por lo tanto, ha habido un aumento del uso de kohl casero, a base de plomo.
Durante décadas, se han publicado informes contradictorios en relación con la aplicación de kohl en los ojos, que es responsable de causar una mayor concentración de plomo en la sangre, lo que puede causar envenenamiento por plomo. Mientras que al mismo tiempo, una serie de estudios e informes de investigación también se han publicado negando esas vinculaciones con un mayor nivel de plomo en la sangre después de la aplicación de kohl.
En China, un grupo de investigadores trataron de encontrar alguna base científica de esta propiedad reclamada del sulfuro de plomo (galena) en relación con la absorción de los rayos solares cuando el kohl se aplica en los ojos. Los autores informaron que las películas de sulfuro de plomo tenían una mayor absorción y menor transmisión de la banda de luz ultravioleta.
La campaña para eliminar el plomo del kohl fue provocada por los estudios de la década de 1990, que encontraron altos niveles de contaminantes como el plomo. Los niveles de plomo en el kohl comercial eran del 84 %. Muestras de kohl de Omán y El Cairo, analizados mediante microscopía electrónica de barrido, estaban compuestas por galena (sulfuro de plomo). Una década más tarde, un estudio de kohl fabricado en Egipto y la India, se encontró que un tercio de las muestras estudiadas contenían plomo, mientras que los dos tercios restantes contenían carbono amorfo, zinc, cuprita, goetita, silicio, talco, hematita, minio y otros componentes orgánicos.
El uso de kohl contaminado con plomo ha sido relacionado con el aumento de los niveles de plomo en sangre, poniendo a sus usuarios en riesgo de envenenamiento e intoxicación por plomo. Las complicaciones de la intoxicación por plomo incluyen: anemia, retraso del crecimiento, bajo coeficiente intelectual, convulsiones y, en casos graves, la muerte. La anemia por envenenamiento por plomo es un problema especial en Oriente Medio y los países del sur de Asia, donde otras formas de anemia son frecuentes.
Estos productos prohibidos son diferentes de los cosméticos libres de plomo que usan el término "kohl" solo para describir su sombra o color, en lugar de sus ingredientes reales. Algunos cosméticos modernos para los ojos se comercializan como "kohl" pero se preparan de manera diferente y en conformidad con las normas de salud relevantes. Los consumidores deben verificar antes de su uso, que los productos cosméticos no contienen plomo.
En enero de 2010, investigadores franceses informaron que el maquillaje de ojos que llevaban los antiguos egipcios pudo haber tenido beneficios médicos. A niveles bajos, los compuestos de plomo ayudaron, en realidad, a su sistema inmune estimulando la producción de óxido nítrico.

## En la cultura popular
- Se dice que el profeta islámico, Mahoma, solía aplicarse kohl tres veces en el ojo derecho y dos en el izquierdo.
- En 1999 la película británica Oriente es Oriente, el personaje George Khan interpretado por Om Puri aplica kohl en los ojos de su hijo antes de su boda.
- La actriz Theda Bara usó kohl para maquillar sus ojos.
- Jack Sparrow, el personaje de las películas de Piratas del Caribe, usa kohl para maquillarse los ojos.
- Edward Grey escribió "El Wanton, aunque ella sabe de sus peligros/ necesita frotarse kohl en los ojos/ y despertar el interés de extraños con largos y dilatados, roncos eróticos".
- En la canción Miss Sarajevo de U2, surgen una serie de preguntas "¿Hay un tiempo para el kohl y el lápiz labial? / un tiempo para rizar el cabello/ ¿hay un tiempo para ir de compras a High street? / para encontrar el vestido correcto que llevar".
- Mariska Veres, líder del grupo de rock holandés Shocking Blue llevaba kohl en los ojos.
- Charley, un personaje de la película Un hombre soltero, usa kohl para prepararse para una cena con una cita.
- Rabia, un personaje del drama pakistaní dastaan, se pone kohl en los ojos para mejorar su belleza.